# NGC 695
NGC 695 ist eine aktive, Spiralgalaxie mit ausgedehnten Sternentstehungsgebieten vom Hubble-Typ Sbc? im Sternbild Widder auf der Ekliptik. Sie ist schätzungsweise 440 Millionen Lichtjahre von der Milchstraße entfernt und hat einen Durchmesser von etwa 100.000 Lichtjahren. 

Im selben Himmelsareal befinden sich u. a. die Galaxien NGC 674, NGC 694, IC 1730, IC 1742.
Das Objekt wurde am 13. November 1786 von dem deutsch-britischen Astronomen Friedrich Wilhelm Herschel entdeckt.